# Daniel Vogelmann (Verleger)
Daniel Vogelmann (* 28. Mai 1948 in Florenz) ist ein italienischer Verleger und Lyriker.

## Leben
Vogelmann, Sohn des Auschwitzüberlebenden jüdischen Druckers Schulim Vogelmann und Albana Mondolfis, veröffentlicht seit Ende der 1960er-Jahre Gedichte.
Vogelmann leidet seit seiner Kindheit unter Depressionen, die manchmal in Suizidwünschen mündeten. Als Ursache hierfür erachtet er die von seinem Vater gemachten Erfahrungen, die ihm und seiner Familie ein normales Leben unmöglich machten. Eine Situation und Disposition, die Daniel Vogelmann mit vielen Angehörigen der sogenannten zweiten Generation teilt.
1974 verstarb sein Vater und er übernahm die von ihm nach der Befreiung wieder aufgebaute Tipografia Giuntina. Da er sich nicht als Drucker eignete, eröffnete er 1980 seinen Verlag La Giuntina. Für diesen wurde er auch als Übersetzer tätig.
Seit 1977 ist er mit Vanna Lucattini, einer Übersetzerin, verheiratet, die zum Judentum konvertierte. Die beiden haben einen Sohn namens Shulim (geb. 1978).

## Schriften
- Cose, Casalini libri, Florenz 1969.
- Ancora cose, Tipografia Giuntina, Florenz 1971.
- Fondamentale, Guanda, Parma 1972.
- Dovere, Tipografia Giuntina, Florenz 1974.
- Cinque piccole poesie per Sissel, La Giuntina, Florenz 1990. Hierbei handelt es sich um fünf Gedichte, die seiner in der Schoah umgekommenen Halbschwester Sissel gewidmet sind. Ins Englische übertragen von Lynne Sharon Schwartz finden sie sich in: Alan L. Berger, Naomi Berger (Hrsg.): Second Generation Voices: Reflections by Children of Holocaust Survivors and Perpetrators, Syracuse/New York 2001, S. 77f.
- Le mie migliori barzellette ebraiche, La Giuntina, Florenz 2010. ISBN 978-88-8057-370-8
- Piccola autobiografia di mio padre, Giuntina, Florenz 2019, ISBN 978-88-8057-779-9